# Wilhelm Wibel
Wilhelm Wibel, auch Wiebel (* 27. Juli 1800 in Eutin; † 3. März 1864 in Oldenburg (Oldb)) war ein deutscher Jurist und Landtagsabgeordneter.

## Leben
Wilhelm Wibel war ein Sohn des oldenburgischen Regierungsdirektors im Fürstentum Lübeck Ludwig Conrad Leopold Wibel (1768–1831). Der Advocat und Landtagsabgeordnete Ernst Wibel (1802–1863) war sein Bruder. Die beiden Brüder wurden in amtlichen Publikationen als Wibel I (Wilhelm) und Wibel II (Ernst) unterschieden. Seine Schwester Maria Amalia Anna (1798–1833) heiratete den oldenburgischen Oberregierungsrat Ernst Hellwag (1780–1862).
Er studierte ab 1818 Rechtswissenschaften an den Universitäten Heidelberg und  Göttingen. In Göttingen wäre es im November 1820 fast zu einem Pistolenduell mit Heinrich Heine gekommen. Wibel wurde daraufhin im Januar 1821 relegiert, während Heine das Consilium abeundi erhielt.  Den Kartellträger Wibels, Graf Ernst zu Rantzau, belegte das Universitätsgericht mit einer Karzerstrafe. Nach seinem Examen trat Wibel als Kanzleiassessor in den oldenburgischen Justizdienst. Bis 1848 war er, zum Hofrat ernannt, Mitglied der großherzoglichen Justizkanzlei in Oldenburg sowie Mitglied der juristischen Prüfungskommission. 1837 arbeitete er den bis heute unaufgeklärten Mordfall an dem dänischen Gesandten Rudolf Anton Ludwig von Qualen nach der Aktenlage in zwei Bänden auf. Im Zuge der Revolution 1848/1849 schied er aus dem Staatsdienst aus und wirkte als Obergerichtsanwalt.
In den Jahren 1848 bis 1854, 1857 sowie von 1860 bis 1861 gehörte Wibel für den Wahlkreis XV dem Oldenburgischen Landtag an. Dabei galt er als der Führer der demokratischen Partei in Oldenburg.
Einem Vorschlag von Rudolph Dulon folgend nominierte am 27. April 1850 der elfköpfige Wahlausschuss aus Senat und Bürgerschaft der Hansestadt Bremen Wibel mit sechs zu fünf Stimmen für eine Richterstelle am Oberappellationsgericht der vier Freien Städte in Lübeck, für die Bremen turnusgemäß das Präsentationsrecht zufiel, wobei die Bürgerschaftsmitglieder des Ausschusses die Mitglieder des Senats überstimmten. Wibel galt als ein ausgezeichneter Jurist von Scharfsinn und großer Arbeitskraft, dem als Mitglied der Landessynode und der Gemeindevertretung die besten Zeugnisse zur Seite standen. Dem unterlegenen Bremer Senat gelang es jedoch in der Folgezeit, die Senate von Hamburg und Lübeck davon zu überzeugen, der Berufung Wibels mit Hinweise auf seine angeblich zerrütteten privaten und finanziellen Verhältnisse nicht zuzustimmen. An seiner Stelle berief der Senat den Meininger Staatsrat Hermann Friedrich Brandis.

## Schriften
- Actenmässige Darlegung der durch die Untersuchung wegen Ermordung des Königlich Dänischen Ministers Kammerherrn von Qualen zu Eutin erhobenen Thatsachen, sowie der Urtheile und Entscheidungsgründe der Juristenfacultät zu Göttingen und des Großherzoglich Oldenburgischen Oberappellationsgerichts zu Oldenburg: ..., Zwei Bände, Hofbuchdrucker Struve, Eutin 1837